# إصابة العين
 يمكن أن تشكل الإصابات الجسدية أو الكيميائية للعين تهديدًا خطيرًا للرؤية إذا لم يتم علاجها بشكل مناسب وفي الوقت المناسب. العرض الأكثر وضوحًا لإصابات العين هو احمرار وألم العين المصابة. ومع ذلك، هذا ليس صحيحًا عالميًا، لأن القطع المعدنية الصغيرة أو الشظايا الناعمة قد لا تسبب أيًا من الأعراض. لا تسبب الأجسام الغريبة التي تدخل العين الألم بسبب نقص النهايات العصبية في الجسم الزجاجي والشبكية التي يمكن أن تنقل أحاسيس الألم. على هذا النحو، يجب على الأطباء العامين أو قسم الطوارئ إحالة الحالات التي تنطوي على إصابات الجزء الخلفي من العين أو اختراقات الأجسام الغريبة لداخل العين إلى طبيب عيون. من الناحية المثالية، لن يتم استخدام المرهم عند الإشارة إلى طبيب عيون، لأنه يقلل من القدرة على إجراء فحص شامل للعين .
تشتهر حبات الرمال وقطع الخشب الصغيرة والمعادن والزجاج والحجر بالتسبب في الكثير من صدمات العين. الألعاب الرياضية مثل لعبة الكريكيت، كرة التنس، كرة الاسكواش، الريشة، وغيرها من الأجسام الطائرة بسرعة عالية يمكنها ضرب العين وإيذائها. كما أن العين عرضة للصدمات الحادة في ألعاب القتال. يمكن أن تؤدي ألعاب الأطفال مثل القوس والسهام وبنادق BB والألعاب النارية إلى إيذاء العينين. قد تكون حوادث الطرق مع صدمات الرأس والوجه أيضًا مؤذية للعينين - وعادة ما تكون شديدة في طبيعتها مع تمزقات متعددة ، وشظايا زجاجية مدمجة في الأنسجة ، وورم دموي حاد مع هبوط العينين . قد تنشأ أيضاً من أسباب أخرى من أدوات مكان العمل أو حتى الأدوات المنزلية الشائعة.
حدثت حوالي 5.3 مليون حالة اختراق أجسام غريبة للعيون في عام 2013.

## الأعراض

### المضاعفات
من المعروف أن المضاعفات المتعددة التي تحدث بعد إصابة العين هي: تندب القرنية، التحدمية، انفصال القزحية، الزرق ما بعد الصدمة، الساد، نزيف وانفصال الشبكية. خطر المضاعفات مرتفع مع تمزق الشبكية والإصابات و الاختراقات والصدمات الحادة الشديدة.

## التشخيص
يجب محاولة فحص العين، وقد يتطلب مخدرًا موضعيًا لكي يكون غير مؤلم. تسبب العديد من المخدرات الموضعية الحرق عند التقطير. اعتمادًا على التاريخ الطبي والفحص الأولي، يجب على طبيب الرعاية الأولية أن يصف إصابة العين بأنها طارئة أو عاجلة أو شبه عاجلة.

### التصنيفات

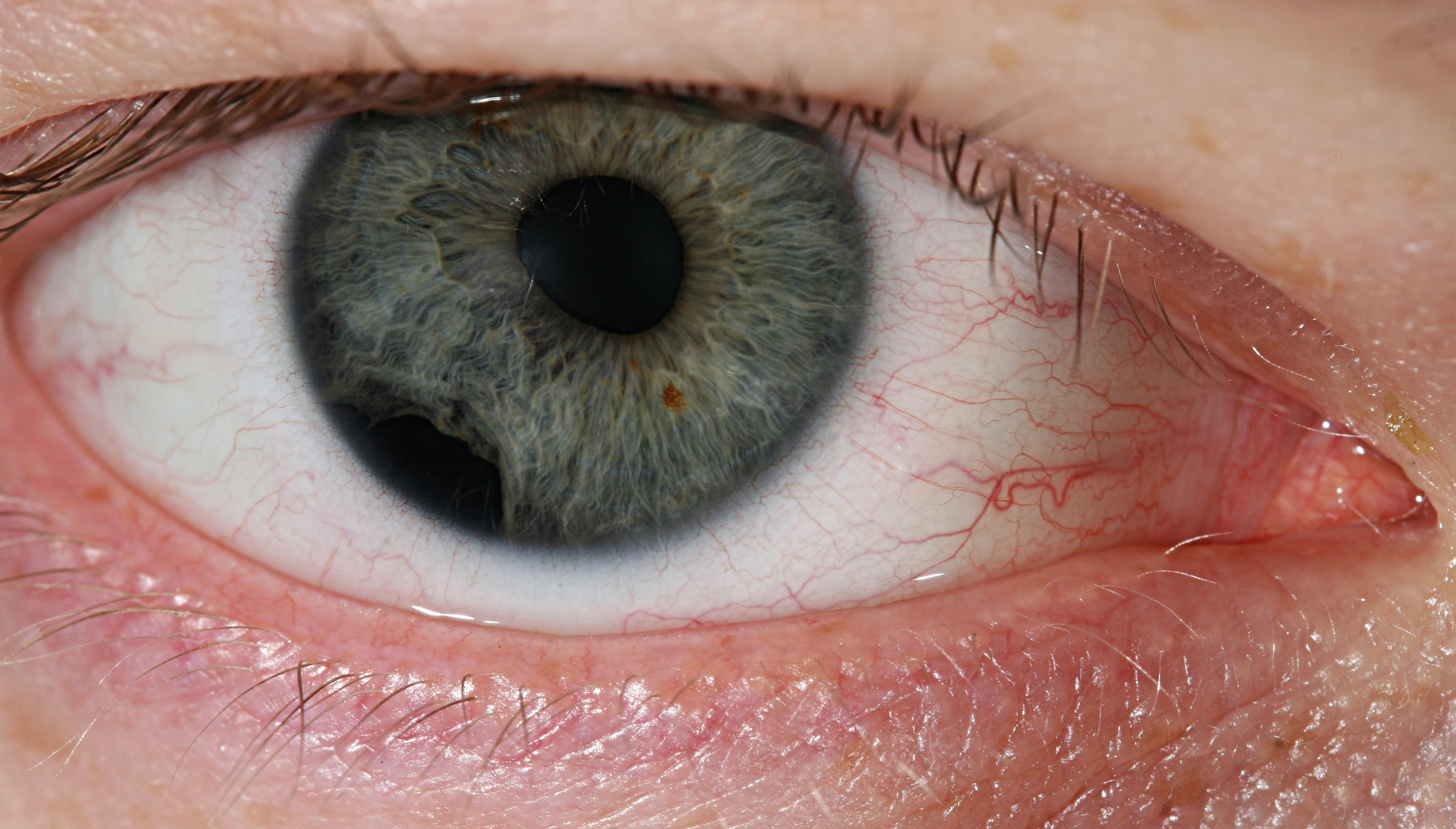
اصابة بالعين بسبب جسم بلاستيكي صغير

بناءً على إصابة جدار العين (طبقة ليفية خارجية للعين تتكون من القرنية والصلبة)
- إصابة المقلة المغلقة: كرة العين سليمة ، ولكن تم وصف حلقات العين السبع بشكل كلاسيكي بأنها متأثرة بصدمة حادة. تتضمن الأنواع:

1. الكدمة
2. التمزق اللاميلاري

- إصابة المقلة المفتوحة: هناك إصابة بسماكة شديدة في جدار العين (القرنية والصلبة) ويشمل:

- تمزق مقلة العين : ناتج عن صدمة حادة وهي إصابة داخلية و خارجية.

1. الصدمة المخترقة : تتعطل المقلة بسبب جرح شديد السماكة وقد يترافق مع هبوط المحتويات الداخلية للعين. غالبًا ما يشار إلى هذه الإصابات باسم كسر غلوب أو تمزق غلوب ، على الرغم من أنه يمكن أن تحدث بسبب صدمة حادة أيضًا.
2. الصدمة المثقبة : تتعطل المقلة بسبب جرح داخلي وخارجي و هو نوع شديد من إصابات العين.

تشمل الأنواع الأخرى :
- كسر مداري بسبب صدمة حادة ، مما يؤدي إلى كسر القاعدة أو الجدار الإنسي للمدار بسبب زيادة الضغط المفاجئ على المحتويات الداخلية.
- انحباس عضلي يمكن أن يؤدي كسر العظام المدارية إلى الحد من انحباس العضلات في اتجاه واحد.

### الحالات الطارئة
يجب معالجة حالة الطوارئ في غضون دقائق. وهذا يشمل الحروق الكيميائية لكل من الملتحمة والقرنية.

### الحالات العاجلة
يجب معالجة الحالة العاجلة في غضون ساعات. وهذا يشمل اختراق الكرة الأرضية. سحجات القرنية أو الأجسام الغريبة القرنية. hyphema (يجب إحالته)؛ تمزقات الجفن العميقة، التي تنطوي على هامش الجفن أو تنطوي على القنوات الدمعية. حروق الطاقة المشعة مثل عين القوس (حرق اللحام) أو عمى الثلج؛ أو نادرًا الاعتلال العصبي البصري الرضحي.

### الشبه عاجلة
يجب معالجة الحالات شبه العاجلة في غضون 1-2 يوما. وتشمل الكسور المدارية ونزيف تحت الملتحمة.

## العلاج

### الري
عادة ما يكون خط العلاج الأول للإصابات الكيميائية هو الري الغزير للعين بمحلول ملحي متساوي التوتر أو ماء معقم.

### الترقيع
اعتمادًا على نوع إصابة العين ، يجب استخدام إما رقعة ضغط . حتى عام 1987، كانت رقع الضغط هي الطريقة المفضلة لعلاج سحجات القرنية لدى مرتدي العدسات اللاصقة. أظهرت العديد من الدراسات المضبوطة التي أجرتها المنظمات المعتمدة مثل الأكاديمية الأمريكية لطب العيون أن ترقيع الضغط ليس له قيمة تذكر أو لا قيمة له في علاج سحجات القرنية وهو ضار في بعض الحالات. وجدت مراجعة كوكرين أن ترقيع سحجات القرنية البسيطة لا يشفي أو يقلل الألم.
يجب عدم استخدام ترقيع الضغط أبدًا مع شخص يعاني من تآكل القرنية ولديه تاريخ من ارتداء العدسات اللاصقة. في هذه الحالة ، تكون العدوى الخبيثة التي تسببها بكتيريا زائفة زنجارية في خطر متزايد الحدوث. يمكن أن تسبب هذه العدوى العمى في غضون 24-48 ساعة، وهناك احتمال أن تنتقل العدوى إلى التجويف حول المدار، مما يؤدي إلى الحاجة إلى نزع مقلة العين. في حالات نادرة، يمكن أن تدخل العدوى إلى الدماغ وتسبب الموت للمريض.
في حالات اختراق المقلة، لا يجب تطبيق رقع الضغط أبدًا، وبدلاً من ذلك يجب تطبيق رقعة مدعمة التي تحمي العين دون تطبيق أي ضغط. إذا تم وضع رقعة مدعمة على إحدى العينين، فيجب أيضًا ترقيع العين الأخرى لمنع حركة العين. إذا تحركت العين غير المصابة، فستتحرك العين المصابة أيضًا بشكل لا إرادي مما قد يؤدي إلى مزيد من الضرر.

### الخياطة
في حالات تمزق الجفن، قد تكون الغرز جزءًا من طرق العلاج المناسبة من قبل طبيب الرعاية الأولية طالما أن الجرح لا يهدد المقلة، وليس عميقًا ولا يؤثر على الأجفان .

## التعافي
قد يساعد تناول بعض المنتجات واستخدام إجراءات خاصة في التعافي.

## علم الأوبئة
قدرت دراسة حديثة أنه في الفترة ما بين 2002-2003 كان هناك 27،152 إصابة في الولايات المتحدة تتعلق بارتداء النظارات الطبية. وخلصت نفس الدراسة إلى أن الإصابات المرتبطة بالرياضة بسبب ارتداء النظارات كانت أكثر شيوعًا في الأشخاص الذين تقل أعمارهم عن 18 عامًا وأن الإصابات المرتبطة بالسقوط بسبب ارتداء النظارات كانت أكثر شيوعًا في أولئك الذين تتراوح أعمارهم بين 65 عامًا وأكثر.
على الرغم من حدوث إصابات متعلقة بالنظارات ، إلا أنه تم العثور على بعض إصابات النظارات الطبية والنظارات الشمسية التي لا تستلزم وصفة طبية «لكونها توفر حماية كافية ما يؤدي إلى انخفاض حالات إصابات العين الشديدة لمن يرتدونها».
في الهند، تم العثور على إصابات أكثر في الذكور (81 ٪). هذا صحيح لكل من سكان الريف والحضر، ولكن في الفئة العمرية 0-10، يكون الفرق بين الذكور والإناث أقل. تمثل الإناث 28٪ من الإصابات في هذه الفئة العمرية. في العمال المستقرين والمزارعين والعمال الصناعيين ، تصل النسبة المئوية للذكور إلى 95٪. والحوادث الكيميائية هي سبب شائع لإصابة العينين.